# Græse Sogn
Græse Sogn er et sogn i Frederikssund Provsti (Helsingør Stift).
I 1800-tallet var Sigerslevvester Sogn anneks til Græse Sogn. Begge sogne hørte til Lynge-Frederiksborg Herred i Frederiksborg Amt. Græse-Sigerslevvester sognekommune blev ved kommunalreformen i 1970 indlemmet i Frederikssund Kommune.
I Græse Sogn ligger Græse Kirke med omkringliggende kirkegård, samt sognegården "kirkeladen" og præsegården, hvor man finder præstens kontor.
Græse & Sigerslevvester sogne (Græse & Sigerslevvester pastorat) har i dag fælles Præst og Menighedsråd.
Aktuelle aktiviteter i kirkerne findes i kirkes kalender
Sognepræst i Græse og Sigerslevvester sogne er Mathias Leinum-Ottesen indsat d. 6 april 2025.
Menighedsrådet er ansvarlig for kirkens drift og fungere som kirkernes bestyrelse, jf menighedsrådsloven Juridisk navn: Græse & Sigerslevvester Kirker - CVR-nummer: 15480718
I daglig kommunikation eks på Facebook bruges undertiden forkortelsen: "Græse kirke", for begge sogne, ders aktiviteter og bygning og personale.
I sognet findes følgende autoriserede stednavne:
- Græse (bebyggelse)
- Græse By (bebyggelse, ejerlav)
- Græse Bakkeby (bebyggelse)
- Græse Mølle (bebyggelse)
- Græse ådal (naturområde)
- Græse kirkeskov (naturområde)
- Danshøj (Fortidsminde)
- Græse Langdysse (Fortidsminde)